# 'Ndrangheta in Emilia-Romagna

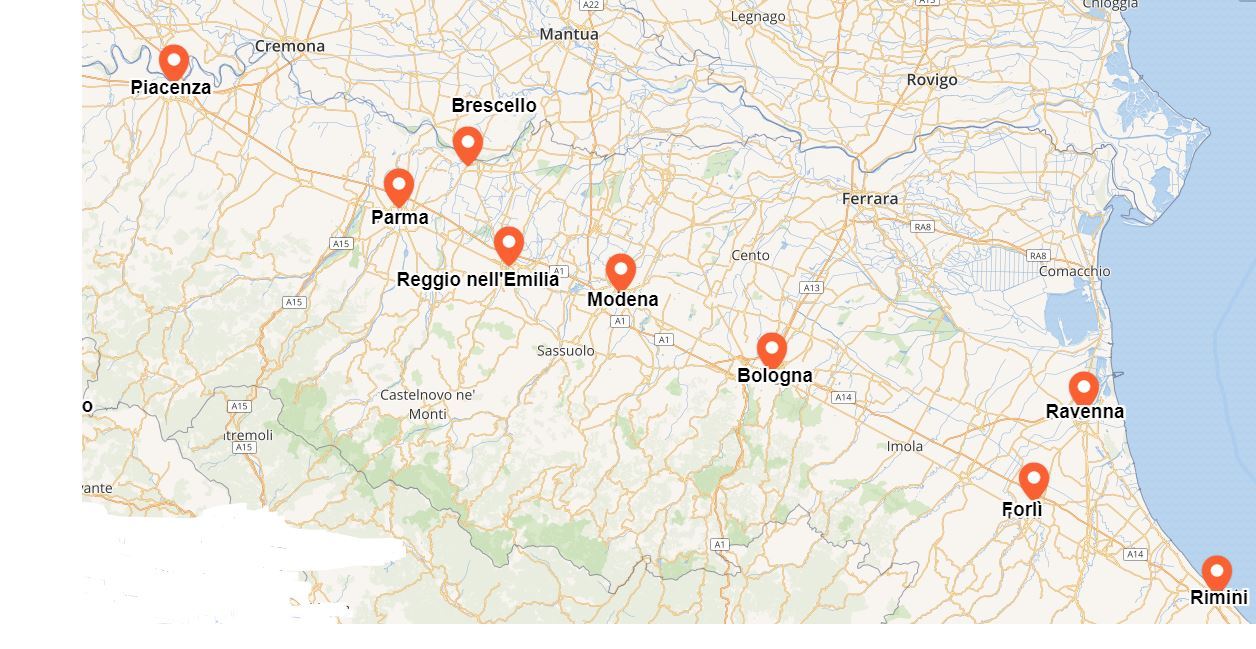
'ndrangheta In Emilia-Romagna 2017

(Giudici della Corte di Appello di Bologna durante il processo Aemilia (Febbraio 2018))
La 'ndrangheta in Emilia-Romagna è un fenomeno emerso negli anni '80 del secolo scorso.
Secondo il pentito Antonio Valerio (Processo Aemilia) operavano i Lucente, i Bonaccio, Salvatore Tirotta, la 'ndrina dei Dragone rappresentata da Raffaele Dragone e Antonio Muto, esponenti del locale di Cutro e un altro gruppo formato da Antonio Fava, Rocco Gualtieri (ora collaboratore di giustizia), Rosario Sorrentino, Antonio Macrì, Nicola Vasapollo e Antonio Garà.
Col permesso della 'ndrangheta di San Luca, si aprì un locale a Reggio Emilia dipendente da Cutro.
L'analisi dell'Osservatorio sulla Criminalità Organizzata dell'Università (CROSS) di Milano a settembre 2018 presenta un rapporto guidato da Nando dalla Chiesa che descrive le operazioni di insediamento dei Grande Aracri a Brescello e l'espansione nella provincia di Reggio Emilia, Parma, Modena e Piacenza per l'Emilia-Romagna e di Mantova e Cremona per la Lombardia definita come omeopatica, ovvero a lungo termine e non in maniera aggressiva.

## Struttura
In Emilia-Romagna la 'ndrangheta è struttura in locali e 'ndrine, in particolare dipendenti da locali della provincia di Crotone.
Il 28 novembre 2017 ad un'udienza del processo Aemilia il collaboratore di giustizia Antonio Valerio presenta quella che sarebbe la struttura della 'ndrangheta in Emilia-Romagna con sette cerchi su un livello e sette cerchi su un altro. Ogni cerchio è in relazione coi limitrofi. Ogni cerchio rappresenta un centro di potere e nessuno prevale sugli altri. Un cerchio rappresenta Nicolino Sarcone, uno i Vertinelli, uno i Floro Vito, i Frontera, i Cappa e Pallone, i Gualtieri, i Villirillo, i Mancuso e i Muto.
Per il pentito Nicolino Sarcone comandava a Reggio Emilia, Alfonso Diletto nella Bassa Reggiana, Francesco Lamanna nel piacentino e nel cremonese.
- Locale di Reggio Emilia, creato nel 2004 e dipendente dal locale di Cutro

## Storia

### Anni '70 - Il caporalato
Una prima testimonianza giornalistica della presenza della 'ndrangheta di Cutro nella regione la dà il giornalista Antonio Zambonelli con la sua inchiesta sul caporalato a Reggio Emilia e Modena e pubblicata su "Reggio 15" nel novembre del 1970.
Il giornalista subì minacce attraverso un messaggio cartaceo che gli intimava di "smetterla di scrivere dei cutresi" e di lasciare Reggio Emilia.

### Anni '90 - Faida di Cutro
Nel 1992 vengono uccisi a settembre Nicola Vasapollo a Pieve Modolena e ad ottobre Giuseppe "Pino" Ruggiero a Brescello di cui si scopriranno i mandanti: il boss di Cutro Nicolino Grande Aracri, Nicolino Sarcone riferimento del locale di Cutro per Reggio Emilia, e Angelo "Lino" Greco, capo-'ndrina distaccata di San Mauro Marchesato a Torino. Solo nel 2018 grazie alla collaborazione di Antonio Valerio si scoprono gli esecutori materiali: Domenico Lucente e Raffaele Dragone condannati all'ergastolo.
Tra 1999 e il 2004 scoppia una faida che uccide 12 persone in provincia di Reggio Emilia.
Ne scoppia una anche tra i Dragone e i Vasapollo.

### Anni 2000 - Il locale di Reggio Emilia
Dopo la morte dello storico boss Antonio Dragone nel 2004 Nicolino Grande Aracri decide di aprire il locale di Reggio Emilia sotto la guida dei Nicoscia.
Dal 2007 il capo dei Vrenna-Bonaventura diventa un pentito e racconta le attività illecita della sua cosca a Parma e Reggio Emilia. Divenne capo in carcere, proprio a Parma, per volere di suo zio Gianni Bonaventura.
Partendo da un'intercettazione ambientale nei confronti del diciottenne Umberto Bellocco nel 2009 si conclude l'operazione delle forze dell'ordine Rosarno è Nostro che porta all'arresto di 6 membri dei Bellocco: Rocco Bellocco (1952), Domenico Bellocco (1977), Domenico Bellocco (1980), Umberto Bellocco (1991), Rocco Gaetano Gallo (1953) e Maria Teresa D'Agostino (1959) per prevenire una possibile guerra a Bologna con l'emergente famiglia di etnia rom degli Amato. Questi ultimi ritenevano responsabili i Bellocco dell'omicidio di Cosimo Amato e di Mario Amato.

### Anni 2010 - Operazione e processo Aemilia
Dall'indagine Black Money conclusasi nel 2013 si scopre un coinvolgimento nel gioco d'azzardo illegale via internet e una manomissione delle macchine da gioco. Nicola Femia, principale esponente del gruppo criminale messo in piedi nel modenese è indagato in altre due inchieste che lo vedono in relazione con il Clan dei casalesi della zona. Nicola Femia, affiliato ai Mazzaferro era in contatto con gli Alvaro e i Valle-Lampada di Milano, svolgeva i suoi affari nell'area di Modena e di Ravenna ma da gennaio 2013 è in carcere. Fu accusato anche di aver minacciato il giornalista Giovanni Tizian.
Il 28 gennaio 2015 si conclude l'operazione Aemilia con l'arresto di 160 persone in Emilia-Romagna, Lombardia, Piemonte, Veneto, Calabria e Sicilia delle procure di Bologna, Catanzaro e Brescia tra cui affiliati dei Grande Aracri e il presunto capo di Reggio Emilia Nicolino Sarcone, il capogruppo di Fi di Reggio Emilia, Giuseppe Pagliani. Le persone sono accusate di: associazione di tipo mafioso, estorsione, usura, porto e detenzione illegali di armi, intestazione fittizia di beni, reimpiego di capitali di illecita provenienza, emissione di fatture per operazioni inesistenti.
A gennaio 2016 si decide di non sciogliere il comune di Finale Emilia anche se la commissione d'accesso prefettizia aveva dichiarato "non impermeabilità del municipio alle infiltrazioni".
Il 20 aprile 2016 viene sciolto Brescello, il primo comune della regione Emilia-Romagna. Il Consiglio di stato l'8 dicembre 2017 ne conferma lo scioglimento poiché l'ex sindaco vi aveva fatto ricorso dopo un ricorso al Tar del Lazio. 
A distanza di un anno, il 20 settembre 2018 Nando dalla Chiesa afferma a riguardo di Brescello: "Non un’alluvione, ma una marea salita lentamente fino a sommergere tutto. Così la 'ndrangheta ha attuato la conquista dal basso", in un dossier commissionato da Cgil, Anpi e Auser di Reggio Emilia.
Il 20 giugno 2017 si conclude l'operazione Tempio della polizia e della Guardia Civil spagnola che scopre i Filippone-Bianchino-Petullà di Melicucco in azione con organizzazioni criminali romane per il traffico di cocaina proveniente dal Sud America e passante dalla Spagna e destinato a Roma, Rieti, Forlì e Spoleto. Vengono arrestate 54 persone.
Il 23 gennaio 2018 viene arrestato a Cutro dai carabinieri di Modena Carmine Sarcone accusato di associazione mafiosa nel processo Aemilia che potrebbe essere diventato il capo-cosca in Emilia dopo l'arresto di Nicolino Sarcone.
Il 22 maggio 2018 l'accusa chiede 1712 anni di carcere per i 151 imputati, tra cui la più alta di 30 anni a Michele Bolognino, per il giocatore di calcio Vincenzo Iaquinta 6 anni e per suo padre 19 anni.
Il 16 ottobre 2018 il pentito Antonio Valerio in una sua deposizione nel processo Aemilia racconta della presenza nel luogo della 'ndrina di etnia rom degli Amato originari di Rosarno.
Il 31 ottobre 2018 si conclude il processo Aemilia, il più grande processo di 'ndrangheta al Nord Italia, in cui son stati chiesti 1700 anni di carcere nei confronti di 240 imputati, di cui 125 condannati, tra cui il noto giocatore di calcio Vincenzo Iaquinta a 2 anni di carcere e suo padre per associazione mafiosa a 19 anni. Viene confermata l'esistenza della 'ndrina dei Grande Aracri che operava tra Reggio Emilia e il mantovano.
Il 25 aprile 2019 si conclude l'operazione Crudelia in un campagno e sua moglie originaria di Praga avrebbero messo in piedi un traffico illecito di animali proveniente da Ungheria, Polonia e Slovacchia diretti verso l'Emilia-Romagna e con un fatturato di 500.000€. Tra gli altri 11 indagati anche elementi della 'ndrangheta emiliana.

## Comuni sciolti
- Brescello (2016)

## Presenza della 'ndrangheta per provincia

### Bologna
A gennaio 2009 si conclude l'operazione Vento del Nord contro 18 presunti esponenti dei Bellocco operanti a Bologna da cui scaturirà l'omonimo processo che nel 2010 sentenzia a Carmelo Bellocco 14 anni di carcere e a Domenico 10. L'operazione testimonierebbe anche un periodo di dissapori tra i Pesce e i Bellocco.
Il 28 novembre 2018 si conclude l'operazione della Guardia di Finanza e dello Scico Nebbia calabra che porta al sequestro di beni del valore di 8,5 milioni di euro a presunti affiliati degli Iamonte a Bologna. Tra le attività sequestrate c'è un tabacchi del centro commerciale Pilastro forse acquisito con il finanziamento di 'ndranghetisti di Desio in Lombardia. Tre persone sono accusate di intestazione fittizia di beni.
Il 9 aprile 2019 si conclude l'operazione Rimpiazzo contro 31 persone operanti in provincia di Bologna facenti capo al locale di Piscopio della frazione Piscopio di Vibo Valentia. Sono accusate a vario titolo di associazione mafiosa, estorsione, danneggiamento, rapina, traffico di droga, spaccio di droga, detenzione illegale di armi ed esplosivi.
| località | 'ndrine                            | Attività illecite                                                                                       |
| -------- | ---------------------------------- | --- |
| Bologna  | Amato, Bellocco, Iamonte, Nicoscia | Traffico internazionale di droga (Operazione Due Torri Connection del 2011 e Processo omonimo del 2017) |

### Forlì
| località | 'ndrine                | Attività illecite             |
| -------- | ---------------------- | ----------------------------- |
| Forlì    | Forastefano, Filippone | Estorsioni, traffico di droga |

### Modena
| località  | 'ndrine                              | Attività illecite                                                |
| --------- | ------------------------------------ | ---------------------------------------------------------------- |
| Modena    | Dragone, Nicoscia, Mazzaferro, Cordi | Traffico di armi, gioco d'azzardo, estorsioni, traffico di droga |
| Maranello | Cataldo, Dragone                     | Traffico di armi                                                 |

### Parma
| località            | 'ndrine                                     | Attività illecite                                        |
| ------------------- | ------------------------------------------- | -------------------------------------------------------- |
| Parma               | Grande Aracri, Nicoscia, Vrenna-Bonaventura | Possedimenti di attività commerciali (Grimilde del 2019) |
| Fidenza             | Grande Aracri                               |                                                          |
| Salsomaggiore Terme | Grande Aracri                               |                                                          |

### Piacenza
Il 25 giugno 2019 si conclude l'operazione Grimilde che porta a 16 ordinanze di custodia cautelare tra cui Francesco Grande Aracri e i figli Salvatore e Paolo accusati a vario titolo di estorsione, usura e riciclaggio ma anche il presidente del consiglio comunale di Piacenza e agente nazionale della dogana Giuseppe Caruso (originario di Cosenza e residente in Emilia dalla fine degli anni '80), accusato di associazione mafiosa per i reati contestati quando era impiegato all'ufficio della dogana.
Il 26 ottobre 2020 Caruso viene condannato a 20 anni di carcere in primo grado nel processo Grimilde per aver aiutato la cosca dei Grande Aracri, in particolare Salvatore Grande Aracri, ad ottenere fondi europei per l'agricoltura. Quasi tutti i 47 imputati sono stati condannati a vario titolo tra cui l'associazione mafiosa.
| località | 'ndrine       | Attività illecite                                                                                  |
| -------- | ------------- | -------------------------------------------------------------------------------------------------- |
| Piacenza | Grande Aracri | Analisi CROSS (Osservatorio sulla Criminalità Organizzata) del 2018 e operazione Grimilde del 2019 |

### Ravenna
Il 24 gennaio 2018 si conclude l'operazione Scramble condotta dalla Guardia di Finanza di Bologna e dallo SCICO arrestando in Emilia-Romagna, Lazio e Calabria diversi presunti esponenti dei Bellocco accusati a vario titolo di estorsione con l'aggravante del metodo mafioso per fatti accaduti nel 2011 in un'attività di scommesse legali a Roma che ha portato a minacce estorsive nei confronti dei figli del pentito Nicola Femia domiciliati a Conselice in provincia di Ravenna. Perquisizioni sono avvenute anche a Massa Lombarda.
| località       | 'ndrine    | Attività illecite                         |
| -------------- | ---------- | ----------------------------------------- |
| Ravenna        | Mazzaferro | Gioco d'azzardo                           |
| Conselice      | Bellocco   | Estorsione (Operazione Scramble del 2018) |
| Massa Lombarda | Bellocco   |                                           |

### Reggio nell'Emilia
Il 28 gennaio 2015 si conclude l'operazione Aemilia con l'arresto di 160 persone in Emilia-Romagna, Lombardia, Piemonte, Veneto, Calabria e Sicilia delle procure di Bologna, Catanzaro e Brescia tra cui affiliati dei Grande Aracri e il presunto capo di Reggio Emilia Nicolino Sarcone, il capogruppo di Fi di Reggio Emilia, Giuseppe Pagliani. Le persone sono accusate di: associazione di tipo mafioso, estorsione, usura, porto e detenzione illegali di armi, intestazione fittizia di beni, reimpiego di capitali di illecita provenienza, emissione di fatture per operazioni inesistenti.
Il 20 aprile 2016 viene sciolto Brescello, il primo comune della regione Emilia-Romagna. Il Consiglio di stato l'8 dicembre 2017 ne conferma lo scioglimento poiché l'ex sindaco vi aveva fatto ricorso dopo un ricorso al Tar del Lazio.
A distanza di un anno, il 20 settembre 2018 Nando dalla Chiesa afferma a riguardo di Brescello: "Non un’alluvione, ma una marea salita lentamente fino a sommergere tutto. Così la 'ndrangheta ha attuato la conquista dal basso", in un dossier commissionato da Cgil, Anpi e Auser di Reggio Emilia.
Il 31 ottobre 2018 si conclude il processo Aemilia, il più grande processo di 'ndrangheta al Nord Italia, in cui son stati chiesti 1700 anni di carcere nei confronti di 240 imputati, di cui 125 condannati, tra cui il noto giocatore di calcio Vincenzo Iaquinta a 2 anni di carcere e suo padre per associazione mafiosa a 19 anni. Viene confermata l'esistenza della 'ndrina dei Grande Aracri che operava tra Reggio Emilia e il mantovano.
Il 25 giugno 2019 si conclude l'operazione Grimilde che porta a 16 ordinanze di custodia cautelare tra cui Francesco Grande Aracri e i figli Salvatore e Paolo residenti a Brescello accusati a vario titolo di estorsione, usura e riciclaggio. Francesco e Salvatore avrebbero anche messo in piedi un sistema di caporalato che porta la manodopera dalla provincia di Reggio Emilia ai cantieri edili a Bruxelles gestite da aziende albanesi e attraverso il contatto di Mario Timpano residente a Dilbeek e del tedesco Davide Gaspari ma residente a Viadana di Mantova.
Il 5 dicembre 2021 si viene a sapere che il nuovo presidente della corte, preposto al processo Grimilde, è il giudice Donatella Bove.
| località         | 'ndrine                                                     | Attività illecite                                                 |
| ---------------- | ----------------------------------------------------------- | ----------------------------------------------------------------- |
| Reggio Emilia    | Amato, Grande Aracri, Nicoscia, Dragone, Vrenna-Bonaventura | Estorsioni, traffico di droga(Processo Aemilia - 2018)            |
| Brescello        | Grande Aracri                                               | Analisi CROSS del 2018, Caporalato (Operazione Grimilde del 2019) |
| Quattro Castella | Grande Aracri                                               | Proprietari di locali notturni (Operazione Grimilde del 2019)     |

### Rimini
| località | 'ndrine                 | Attività illecite |
| -------- | ----------------------- | ----------------- |
| Rimini   | Vrenna, Pesce, Bellocco |                   |

## Cultura
- Aemilia 220. La mafia sulle rive del Po’ docufilm del 2023 dei registi Claudio Canepari  e Giuseppe Ghinami[49]